# ニューヘイブン (イースト・サセックス)
ニューヘイブン（Newhaven）は、イングランド南東部イースト・サセックス州ルイスにあるタウン。ウース川の河口に面した港町であり、フランスのディエップまで定期フェリーが運行されている。

## 起源
ニューヘイブンは現在のウース川河口に位置するが、もともとこの川の河口は砂嘴（浅瀬）の成長と衰退に応じて、ニューヘイブンとシーフォードの間を移動してきた。
現在のキャッスル・ヒルには青銅器時代の砦が残されている。
紀元480年ごろ、サクソン人が現在のニューヘイブン周辺に村を作り、「ミーチング」と名付けた。
中世を通してウース川の舟運を担っていたのはニューヘイブンではなくシーフォードだった。
海岸線の成長は川の流出を妨げ、結果的に上流の土地を浸水させ、港へのアクセスを妨げていた。そのため、16世紀半ばにキャッスルヒルの下の砂嘴を通る水路が開削され、シーフォードよりも良い保護された港が造られた。これが現代のニューヘイブンの起源である。
しかし、土砂の堆積は続き、河口は再び東に向かって移動し始めた。1790年に制定された法律に基づき、漂砂を防ぐために西側に防波堤が建設され、砂州への礫の供給が遮断された。また現在の川の流れに沿って、キャッスル・ヒルの下に新しい排水路が造られた。その頃からこの集落は「ニューヘイブン」と呼ばれるようになった。なお、現在の防波堤は1890年に建設された物である。

## 港湾
かつて鉄道連絡船が運航されていた頃の廃墟のような施設が残っているが、今でも貨物や旅客の取扱いが多い港である。フランスのセーヌ＝マリティーム県のディエップ港へは、DFDS海運 が運航する国際フェリーが就航しており、朝と夕方の1日2便が運航されている。フェリーへの乗り継ぎを希望する鉄道利用者は、ニューヘイブン・タウン駅から無料バスを利用するよう勧められており、その結果ニューヘイブン・ハーバー駅の旅客数が激減している。また同じくニューヘイブン・マリーン駅は2006年から旅客扱いを停止し、2020年に正式に閉鎖された。
この港は、E.ON社が開発するランピオン風力発電所の基地港湾になる予定である。

### 歴史
この村が海運上の重要性を持ったきっかけは1847年の鉄道開通であった。1848年には、亡命中のフランス王ルイ・フィリップが王位を退いた後、変装してここに上陸した。ロンドン・ブライトン・アンド・サウス・コースト鉄道（LB&SCR）は、川の東側に独自の埠頭と施設を建設し、ニューヘイブン・ハーバー駅を開設した。また、1850年から1878年にかけて海峡フェリーが利用できるよう、水路の浚渫やその他港湾整備に資金を提供し、1863年にはLB&SCRとChemin de Fer de l'Ouest社がニューヘイブン-ディエップ間の旅客サービスを開始した。港は1882年に「ニューヘイブン港」として公式に認められた。当時の輸入品は、フランスの農産品や製造品、木材、花崗岩、スレートなどであった。
第一次世界大戦中にはヨーロッパ大陸への人員や物資の移動のための主要港湾に指定され、軍当局が港の管理を行なった。またフェリーも徴用の対象となった。1916年9月22日から1918年12月2日までの間、ニューヘイブン港と町は「領域防衛規則」に基づいて「特別軍事地域」に指定され、ハーバー駅は一般に閉鎖された。また港湾施設、鉄道側線、倉庫はこの時に大幅に拡張され、24時間操業が可能なように照明が設置された。
第二次世界大戦中にはカナダ軍が駐留し、ディエップの戦いの際にはここから多くの軍が戦場へと向かった。
1974年に第7代ルーカン伯ジョン・ビンガムが失踪した際、彼の車はこの町のノーマン・ロードに放置されているのが発見されている。その車には、彼が殺害したとされる子供たちの乳母サンドラ・リベットと、彼が殺害を試みたとされる妻の血液型と一致する血液の痕跡があった。ニューヘイブンに車が残されていることは彼が海峡フェリーに乗った可能性を示唆しているが、実際の目撃証言は挙げられていない。

### 救命艇サービス
1803年に設立されたニューヘイブン救命艇はイギリス国内最古の海上救難隊の1つであり、王立救命艇協会設立の20年前から存在していた。設立のきっかけは1800年1月HMS Brazen遭難事故であった。乗組員105人中1人しか助からなかったこの海難事故を受け、町は独自の救命艇サービスを設立した。町は、地元で集めた資金とロンドンの保険市場ロイズからの寄付を組み合わせ、ヘンリー・グレートヘッドの「オリジナル」デザインで作られた救命艇を購入した。ニューヘイブンには、国立沿岸監視機関の監視所の一つがある。

## 産業

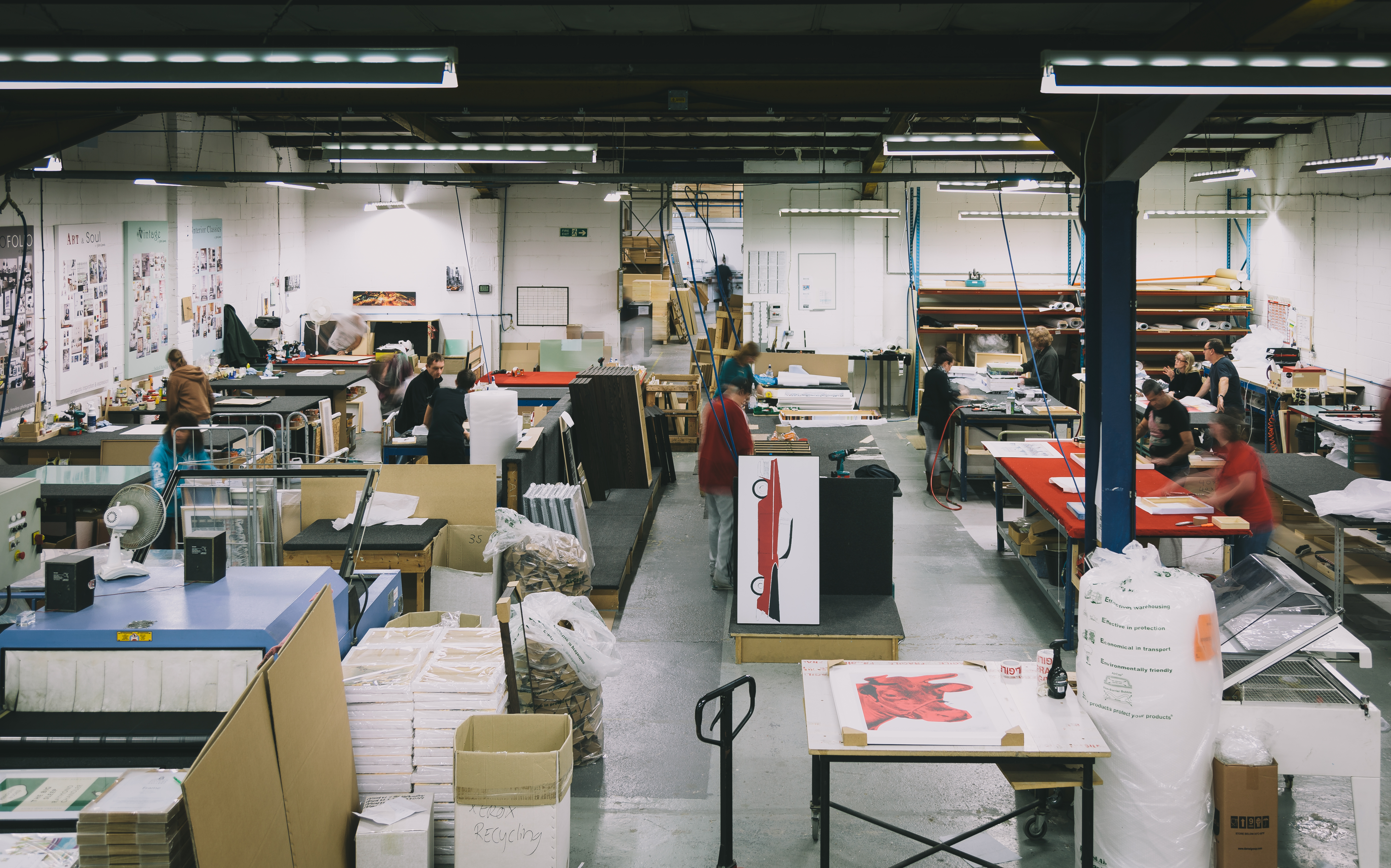
キング・アンド・マクガウの倉庫

東側のシーフォード教区には、1761年に設立されたタイド・ミルズという廃村がある。ここには労働者の簡易な住宅や製粉機、それを利用するための潟湖（満潮時に海水を貯める。上げ潮と引き潮の流れを利用して水車を回す）などが残されている。
1904年に設立されたニューヘイブン・マルコーニという無線局がある。この無線局はマルコーニが運営しており、船舶からの無線を受信していた。
町の東側にはイギリス最大の絵画小売業者であるキング・アンド・マクガウの工場が立地している。

## 軍事
キャッスル・ヒルに建つニューヘイブン要塞は1859年に王立委員会の推薦で建てられた。この要塞はサセックス最大のものであり、現在は博物館となっている。
隣接するタイド・ミルズ村には、砂浜の先端に水上機の実験基地があった。英国空軍242飛行隊の最初の編成は、1918年8月15日、サセックス州ニューヘブンの水上機基地で408、409、514飛行隊の番号で行われた。この飛行隊は、ニューヘイブンとテルスクーム・クリフの飛行場を利用してショート 184を運用し、第一次世界大戦の終わりまでイギリス海峡で対潜哨戒を行っていた。2006年に行われた調査では、滑走路の一部、ドアトラックのある両格納庫のコンクリートエプロン、その他作業場と推定されるいくつかのスラブが発見された。サセックス考古学協会は、イースト・ビーチ基地の全体像を明らかにするため、2006年4月に発掘を開始した。